# Brunellia hexasepala
Brunellia hexasepala är en tvåhjärtbladig växtart som beskrevs av Ludwig Eduard Loesener. Brunellia hexasepala ingår i släktet Brunellia och familjen Brunelliaceae. Inga underarter finns listade i Catalogue of Life.